# Orgilus fisheri
Orgilus fisheri är en stekelart som beskrevs av Muesebeck 1970. Orgilus fisheri ingår i släktet Orgilus och familjen bracksteklar. Inga underarter finns listade i Catalogue of Life.